# Szelpaki
Szelpaki – wieś na Ukrainie w rejonie tarnopolskim należącym do obwodu tarnopolskiego.
Do 2020 w rejonie podwołoczyskim.

## Urodzeni
- Nadija Morykwas (ur. 1952) – ukraińska pisarka, eseistka, dziennikarka.